# 37

## Події
- 18 березня — Після смерті Тіберія імператором Риму став Гай Юлій Цезар Калігула
- Ірод Антипа прибув до Риму і зажадав у Калігули титул царя. Калігула відправив його до Лугдун.

## Народились
- Нерон Клавдій Цезар Август Германік — римський імператор.

## Померли
- Антонія Молодша — донька Марка Антонія, мати Германіка та імператора Клавдія.
- Луцій Аррунцій — давньоримський консул.